# Arabella Steinbacher
Arabella Miho Steinbacher (Múnich, 14 de noviembre de 1981) es una violinista clásica alemana.

## Vida
Nació en 1981 en Múnich. Su padre, Alexander Steinbacher (primer répétiteur en la Ópera Estatal de Baviera entre 1960 y 1972, era de origen alemán y profesor de música. Su madre era japonesa y cantante profesional que llegó a Alemania siguiendo su carrera musical. Empezó a recibir clases de violín a los tres años de edad, con un profesor alemán que había estudiado recientemente el método Suzuki en Japón. Cuando cumplió nueve años de edad ingresó a la Universidad de Múnich de Música y Teatro Hochschule für Musik und Theater München en donde recibió clases guiadas por Ana Chumachenko.
Arabella Steinbacher tomó clases con Ivry Gitlis, así como con Dorothy DeLay y con Kurt Sassmannshaus en Aspen, Colorado. Ha ganado varios premios importantes como la Concurso Internacional de Violín Joseph Joachim en Hannover y una beca de Baviera en 2001; participó también en el Círculo de Amigos Freundeskreis de Anne-Sophie Mutter.

## Carrera
Ha ganado reconocimiento en Alemania e internacionalmente como una de las más destacadas violinistas, por su depurada técnica, sensibilidad musical y profundidad interpretativa. Tiene oído absoluto. Se ha establecido como una de las principales intérpretes del violín, y ha sido solista e invitada con las principales orquestas del mundo. Sucesivamente ha desarrollado una exitosa carrera; el "New York Times" ha publicado que Steinbacher toca con "equilibrado lirismo y fuego". Ha destacado también que entre sus prerrogativas figuran "una técnica finamente pulida y una bella y variada paleta de timbres."
En 2003 bajo la dirección de Wladimir Fedossejew y para la celebración de los 100 años de Aram Jachaturián interpretó su concierto para violín; hizo un inesperado debut en París, en 2004, cuando reemplazó a un colega enfermo, y tocó el Concierto para violín de Beethoven, con la Orquesta Filarmónica de Radio Francia bajo la dirección de Neville Marriner. Hizo su debut con la Orquesta Sinfónica de Chicago, bajo la dirección de Christoph von Dohnányi, tocando el Concierto para violín de Sibelius. 
Ha tocado en muchos países, y tiene en su repertorio más de treinta conciertos para violín, de Bach y de las épocas clásica y romántica, pero incluye también a compositores más recientes como Samuel Barber, Béla Bartók, Alban Berg, Aleksandr Glazunov, Aram Jachaturián, Darius Milhaud, Serguéi Prokófiev, Alfred Schnittke, Dmitri Shostakóvich, Ígor Stravinski, Karol Szymanowski, Paul Hindemith, Hartmann y el Offertorium de Sofiya Gubaidúlina. 
Sus grabaciones empezaron en 2004 con el Concierto para violín de Jachaturián (Daniel Müller-Schott interpreta también el Concierto para violonchelo del mismo compositor) con la Orquesta Sinfónica de la Ciudad de Birmingham, dirigida por Sakari Oramo; en 2005 grabó los Conciertos n.º 1 y n.º 2 para Violín, y el Concertino, de Darius Milhaud, con la Münchner Rundfunkorchester, dirigida por Pinchas Steinberg.
En 2006, en compañía del pianista Peter von Wienhardt, grabó un novedoso CD titulado Violino Latino, en el que comparte estrellato con un violín Stradivarius (Muntz, 1736) con el que obtiene un sonido apasionado, cálido y vivo, en obras de Manuel Ponce, Manuel de Falla, Astor Piazzolla, Alberto Ginastera, Fritz Kreisler, Isaac Albéniz, Darius Milhaud, von Wienhardt, Mike Mower y Heitor Villa-Lobos.
El mismo año grabó los dos Conciertos para violín de Shostakóvich, con la Orquesta Sinfónica de la Radio de Baviera bajo la dirección de Andris Nelson; en 2008 aparece un nuevo CD con Sonatas para violín y piano de Poulenc, Fauré y Ravel, así como con Tzigane, en la compañía del pianista Robert Kulek. 
En 2009 y con un nuevo sello grabador, PentaTone Classics, aparece el Concierto para violín de Dvořák y el Concierto para violín n.º 1 de Karol Szymanowski y la Romanza en fa menor de Dvořák, con la Orquesta Sinfónica de Radio Berlín dirigida por Marek Janowski. Posteriormente grabó los dos conciertos para violín de Bartók, en 2009 con la Orquesta de la Suisse Romande dirigida por Marek Janowski y otro CD con los conciertos para violín de Beethoven y de Berg, con la Orquesta Sinfónica de la WDR de Colonia dirigida por Andris Nelsons. En 2011 graba una versión electrizante del Concierto para violín de Brahms, con la Orquesta Sinfónica de Viena dirigida por Fabio Luisi, que también interpreta la Sinfonía n.º 4 de Schumann. 
En el mismo año saca a la venta un CD con una interpretación profunda y novedosa de las obras completas para violín y piano de Brahms, con el pianista Robert Kulek. En 2012 los Conciertos para violín n.º 1 y n.º 2 de Prokófiev con la Orquesta Nacional Rusa dirigida por Vasili Petrenko, en el que incluye la Sonata para violín solo en re mayor, Op. 115. En 2013 con la Orquesta Gulbenkian y la dirección de Lawrence Foster lanza un CD con el Concierto para violín de Bruch, el Concierto para violín de Korngold y el Poème de Ernest Chausson.
Arabella Steinbacher ha tocado con reconocidas orquestas internacionales, como la Sinfónica de Boston, Sinfónica de Londres, Sinfónica de Chicago, Orquesta Estatal Sajona de Dresde, Orquesta Philharmonia, Orquesta de Filadelfia, Orquesta de Cleveland, Orquesta de la Gewandhaus de Leipzig, Sinfónica de la Radio de Baviera, Orquesta NDR de la Filarmónica del Elba, Orquesta Sinfónica de la WDR de Colonia, Orquesta Sinfónica de la NHK, Filarmónica de Múnich, entre otras.
Ha tocado bajo la dirección de importantes directores como Riccardo Chailly, Colin Davis, Christoph von Dohnányi, Charles Dutoit, Herbert Blomstedt, Vladímir Yúrovski, Zubin Mehta, Marek Janowski, Lorin Maazel, Neville Marriner y Yannick Nezet-Seguin, entre otros.

## Instrumentos
Actualmente toca el violín Stradivarius "Booth", fabricado por Antonio Stradivari (1716), cedido por la Nippon Music Foundation.

## Premios y reconocimientos
Ha obtenido numerosos premios por sus grabaciones, como dos Premios ECHO Klassik (el equivalente alemán de los Grammy), "Les Chocs du Mois" de Le Monde de la musique, y dos premios de German Record Critics, así como el Premio Elección del editor de la revista Gramophone.
- 2000 – Concurso Internacional de Violín Joseph Joachim en Hannover.
- 2001 – Premio del Estado de Baviera.
- 2001 – Beca del Círculo de Amigos de "Anne-Sophie Mutter".

## Discografía selecta
- 2004 – Jachaturián: Concierto para violín; Concierto para cello. Daniel Müller-Schott, Sakari Oramo, Sinfónica de la Ciudad de Birmingham (Orfeo, ORFEO623041).
- 2005 – Milhaud: Concierto para violín n.º 1 & 2; Concertino. Pinchas Steinberg, Münchner Rundfunkorchester (Orfeo ORFEO646051).
- 2006 – Violino Latino. Peter von Wienhardt (Orfeo ORFEO686061).[1]
- 2006 – Shostakóvich: Concierto para violín n.º 1 & 2. Sinfónica de la Radio de Baviera (Orfeo ORFEO687061).
- 2008 – Poulenc, Fauré, Ravel: Sonatas para violín y piano "Gypsy". Robert Kulek (Orfeo ORFEO739081).
- 2009 – Beethoven, Berg: Conciertos para violín. Andris Nelsons (Orfeo ORFEO778091).
- 2009 – Dvořák: Concierto para violín; Romanza en fa menor; Szymanowski: Concierto para violín n.º 1. Marek Janowski, Sinfónica de Radio Berlín (Pentatone PTC5186353).
- 2010 – Bartók: Concierto para violín n.º 1 & 2. Marek Janowski, Orquesta de la Suisse Romande (Pentatone PTC5186350).
- 2011 – Brahms: Concierto para violín; Schumann: Sinfonía n.º 4. Fabio Luisi, Wiener Symphoniker (Orfeo ORFEO752111).
- 2011 – Brahms: Obras completas para violín y piano Op. 78,100,108; WoO2. Robert Kulek (Pentatone PTC5186367).